# Waynesburg (Pennsylvanie)
Pour les articles homonymes, voir Waynesburg.
Le borough de Waynesburg est le siège du comté de Greene, situé dans le Commonwealth de Pennsylvanie, aux États-Unis. Sa population s’élevait à 4 176 habitants lors du recensement de 2010, estimée à 4 017 habitants en 2018.

## Personnalité liée à la ville
- Nelson B. McCormick (1847-1914), membre de la Chambre des représentants des États-Unis pour l’État du Kansas, né près de Waynesburg.